# Бакопа Монье
Бакопа Монье (лат. Bacopa monnieri), или брахми — многолетнее травянистое ползучее растение, вид рода Бакопа (Bacopa) семейства Подорожниковые (Plantaginaceae). Лекарственное растение, применяемое в аюрведической медицине для улучшения памяти или как средство, усиливающее мозговую активность.

## Название
Вид назван в честь французского ботаника Луи Гийома Лемонье.
Существует также традиционное индийское название — брахми — от индуистского бога творения. Название брахми также применялось к травам, не связанным с видами бакопы, включая центеллу азиатскую (готу-колу) и мерремию гангетическую.

## Хозяйственное значение и применение
В традиционной медицине сапонины и бакозиды, получаемые из бакопы, используют для восстановления когнитивной деятельности, при расстройствах памяти (болезнь Альцгеймера) и лечении рассеянного внимания. Экстракт бакопы Монье борется с когнитивными расстройствами через повышение холин-ацетилазной активности, высвобождение ацетилхолина и связывание с мускариновым холинергическим рецептором.
В литературе есть данные, что при приеме 165 миллиграммов бакопы дважды в день в течение 14 недель у гиперактивных детей повышается внимание, при приеме от 300 миллиграммов бакопы Монье в день у взрослых людей происходит улучшение памяти и снижение риска возникновения болезни Альцгеймера.